# No Sacrifice, No Victory
No Sacrifice No Victory è il settimo album del gruppo musicale svedese HammerFall, pubblicato il 20 febbraio 2009 dall'etichetta discografica Nuclear Blast.
Contiene 11 brani, l'ultimo dei quali è My Sharona, cover del successo dei The Knack datato 1979.

## Tracce
1. Any Means Necessary
2. Life Is Now
3. Punish and Enslave
4. Legion
5. Between Two Worlds
6. Hallowed Be My Name
7. Somethings For the Ages
8. No Sacrifice, No Victory
9. Bring the Hammer Down
10. One of a Kind
11. My Sharona

## Formazione
- Joacim Cans - voce
- Oscar Dronjak - chitarra ritmica, voce addizionale
- Pontus Norgren - chitarra solista, voce addizionale
- Fredrik Larsson - basso, voce addizionale
- Anders Johansson - batteria